# Општина Леордени (Арђеш)
Леордени (рум. Leordeni) општина је у Румунији у округу Арђеш.
Oпштина се налази на надморској висини од 284 m.